# Jennie Howell
Jane alias « Jennie » Howell, née Chaplow le 11 février 1845 et morte le 16 décembre 1956, est une supercentenaire anglo-américaine reconnue pour avoir été la doyenne de l'humanité du 24 octobre 1955 jusqu'à sa mort.

## Biographie
Jennie est née sous le nom de Jane Chaplow à Carlisle, en Angleterre, le 11 février 1845, en étant la fille de James et Mary Chaplow. La famille partit pour l'Amérique du Nord en 1859, puis s'installa dans l'Utah, aux États-Unis. Jennie épousa Reese Howell à Wellsville, dans l'Utah, en 1869, et déménagea avec lui à Kelton l'année suivante. Le couple eut quatre enfants, auxquels elle survécut tous.
En 1886, la famille déménagea à Ogden, où elle tenait une mercerie. Reese Howell mourut en 1913 et Jennie s'installa plus tard à Los Angeles, en Californie, auprès de ses enfants. Elle passa les dernières années de sa vie avec sa petite-fille.
Jennie Howell est décédée à Los Angeles, en Californie, aux États-Unis, le 16 décembre 1956 à l'âge de 111 ans et 309 jours.